# Histoire de la gravitation
Pour une description physique du phénomène gravitationnel, voir Gravitation.
 (septembre 2017).
Si vous disposez d'ouvrages ou d'articles de référence ou si vous connaissez des sites web de qualité traitant du thème abordé ici, merci de compléter l'article en donnant les références utiles à sa vérifiabilité et en les liant à la section « Notes et références ».
L'histoire des théories de la gravitation nous permet de constater combien les théories de la gravitation qui se sont succédé, depuis Aristote, ont illustré les bouleversements dans la compréhension du monde.
Le mot grave veut dire lourd, pesant, en grec. Pour Aristote, un corps lourd rejoint son « lieu naturel » qui est le centre de la Terre. Il existait, dans la pensée aristotélicienne, une conception selon laquelle les lois de la physique qui régissaient les phénomènes sur terre n'étaient pas les mêmes que celles qui régissaient les manifestations que l'on pouvait observer dans le ciel. Avec la Terre en son centre, l'univers se divisait alors en deux : les mondes sublunaire et supralunaire. Selon cette vision des choses, la gravité faisait partie des lois qui gouvernaient le monde sublunaire et ne semblait avoir aucune conséquence sur le comportement des corps célestes.
Plus tard, au Xe siècle l'astronome perse Al-Khwârizmî (ou Muhammad Ibn Musa) postula l'existence d'une force d'attraction entre les corps célestes préfigurant déjà la loi universelle de la gravitation de Newton.
L'astronome perse Ja'far Muhammad ibn Mūsā ibn Shākir s'avère être le premier à réfuter au Xe siècle la conception aristotélicienne du monde en affirmant que les corps célestes et les sphères célestes obéissent aux mêmes lois physique que la terre, ainsi, il lie définitivement les deux mondes.
Le 5 juillet 1687 les deux mondes évoqués par Aristote ont également été soudés en un seul avec la publication de Philosophiae Naturalis Principia Mathematica dans lequel Isaac Newton dévoilait sa loi universelle de la gravitation, complétant ainsi la révolution copernicienne : la Terre ne devenait qu'un astre parmi les autres.
La théorie actuelle de la gravitation, la relativité générale, fut énoncée par Albert Einstein en 1915. Ce fut une révision complète de ce que l'on appelait jusque-là la « force de gravité ». Le caractère d'action à distance instantanée de la gravitation newtonienne n'était plus compatible avec les travaux d'Einstein portant sur la vitesse de la lumière.
En relativité générale la gravité doit se propager à la même vitesse que la lumière. L'attraction apparente des corps massifs entre eux n'est alors plus perçue comme étant une « force » mais plutôt comme une conséquence inéluctable engendrée par la déformation de la géométrie de l'espace-temps par les objets massifs qui s'y trouvent. Le terme « interaction gravitationnelle » est désormais préférable à celui de « force gravitationnelle ».
La relativité générale est à la base de la cosmologie, toutes les observations faites jusqu'à présent sont parfaitement compatibles avec elle. En astronomie elle est responsable de plusieurs phénomènes tels que l'orbite des corps célestes, la formation des étoiles, les trous noirs, etc.
Pour tenter de comprendre l'histoire des « premiers instants de l'univers » (l'ère de Planck), il est capital d'élaborer une théorie quantique de la gravitation, ce qui encore, reste à faire…

## Antiquité

### Aristote

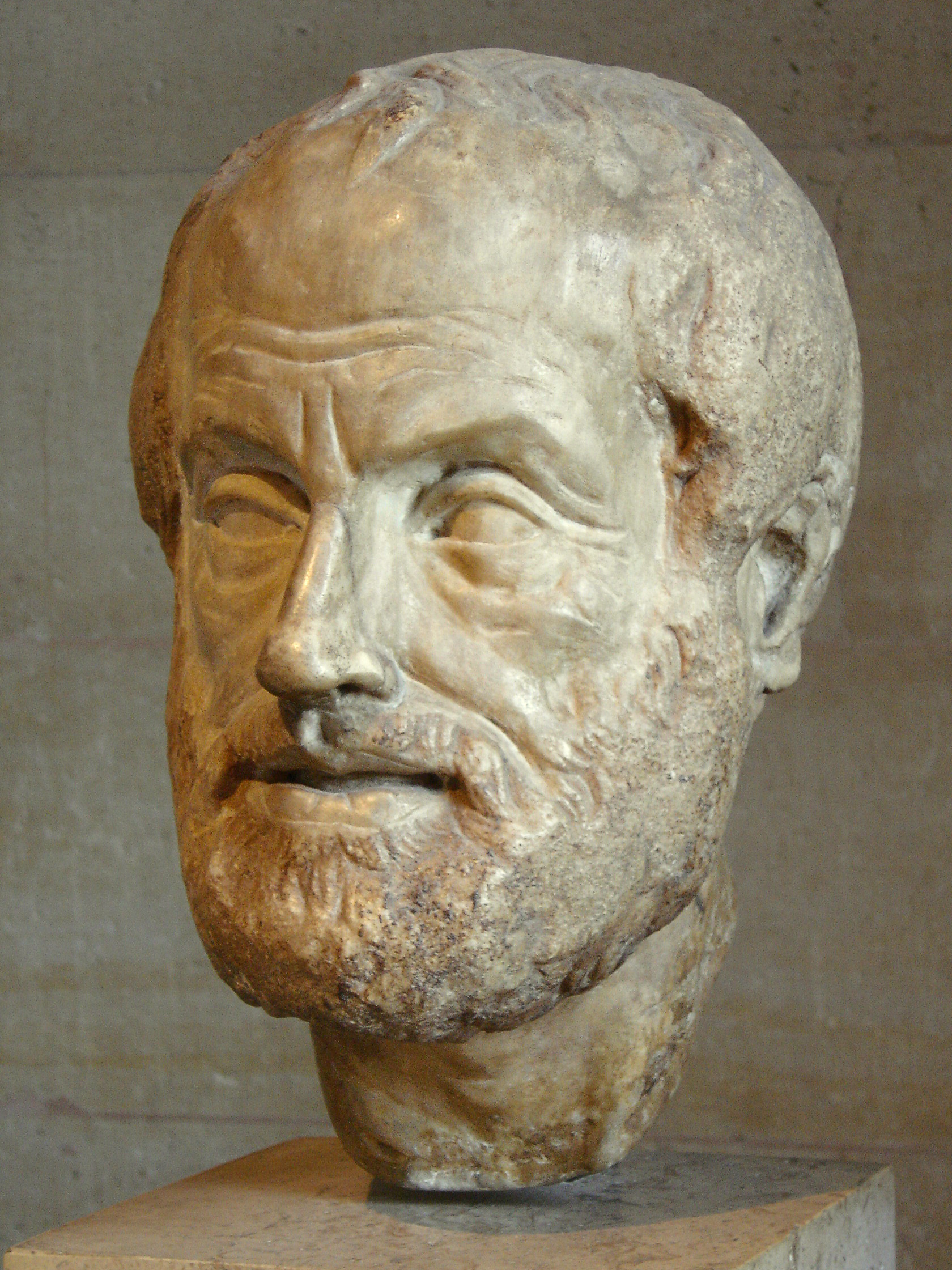
Aristote, philosophe. 384 av. J.-C., 322 av. J.-C.

Les thèses d'Aristote en physique rejettent toutes l'esprit des physiciens antérieurs (les milésiens, les pythagoriciens, Démocrite…) et ont longtemps influencé la philosophie et la science occidentale.
S'appuyant sur ses observations, il présente une physique qualitative où sa théorie des causes identifie les raisons pour lesquelles les évènements se produisent, traitant simultanément ce qui relèverait aujourd'hui de la physique, de la médecine, de la sculpture, du commerce, de l'âme, etc. Les causes de tout mouvement sont dans l' essence des êtres naturels en mouvement ; au point que le mot mouvement évoque, pour lui, le changement d'état de l'être concerné. Ainsi, les notions de mouvement, d'infini, de lieu et de temps ne sont pas conçues comme séparées de la substance des corps, et tout mouvement (dans le sens évoqué plus haut) est l'accomplissement d'un passage d'un état initial à un état final (qui se manifeste par le repos) : l'état final était présent en puissance dans l'état initial, et sa réalisation est la cause finale du mouvement.
Analysant ainsi le monde, il distingue quatre causes : matérielle, formelle, motrice, finale. Suivant ce schéma, c'est dans la nature des objets lourds que de tomber, la cause de la chute réside dans les propriétés intrinsèques de l'objet qui tombe, elle n'est donc pas extérieure au dit objet. Par exemple :
- Une pierre est tombée.

La pierre était en haut : son état de pierre (cause matérielle) en fait un corps pesant, c'est-à-dire un corps dont l'état propre est d'être en bas, et non pas en haut.
La pierre est tombée : elle est allée rejoindre son lieu propre (état : être en bas). Sa chute est due à cet objectif (cause finale).
Une cause motrice n'intervient que pour sortir un être de son état propre, cela correspond à la phrase d'Aristote : « Tout ce qui est mû est mû par autre chose ; ce moteur, à son tour, ou bien est mû, ou bien ne l'est pas ; s'il ne l'est pas, nous avons ce que nous cherchions, un premier moteur immobile, et c'est ce que nous appelons dieu [...]. ». Par exemple une cause motrice doit intervenir pour qu'un objet lourd ne soit plus dans son état propre d'être en bas, mais il n'y a pas de cause motrice pour son retour au sol.
Ainsi, pour Aristote, la chute d'un corps n'est qu'un problème d'état qualitatif de ce corps qu'il faut savoir classer comme il convient dans la logique du monde et son univers.

## Moyen Âge

### Brahmagupta
Au VIIe siècle, l'astronome et mathématicien indien, Brahmagupta à qui l'on doit le concept mathématique du zéro, rejetait les conceptions qui régnaient à l'époque concernant la forme de la Terre. Brahmagupta suggéra que la Terre était ronde. Devant l'absurdité apparente de cette posture à l'égard de la forme du monde, ses contemporains lui firent remarquer que si la Terre était bel et bien ronde alors les arbres et les pierres qui se trouvaient de l'autre côté de la Terre devraient tomber pour aller se perdre dans l'immensité du ciel. Brahmagupta leur répondit ainsi :

« (...) Toutes les choses lourdes sont attirées vers le centre de la Terre.(...) La Terre reste la même sur tous ses côtés. Tous les peuples de la Terre s'y tiennent dressés et tous corps lourds retombent à la Terre par une loi naturelle car c'est la nature de la Terre que d'attirer et de garder sur elle les choses comme c'est la nature de l'eau de couler, du feu de bruler et du vent de souffler... »

Ainsi, pour Brahmagupta, contrairement à Aristote, il n'appartient pas aux corps de tomber, c'est plutôt à la Terre qu'incombe la tâche de faire tomber les corps.
[réf. nécessaire]

## De la Renaissance aux temps modernes

### Galilée

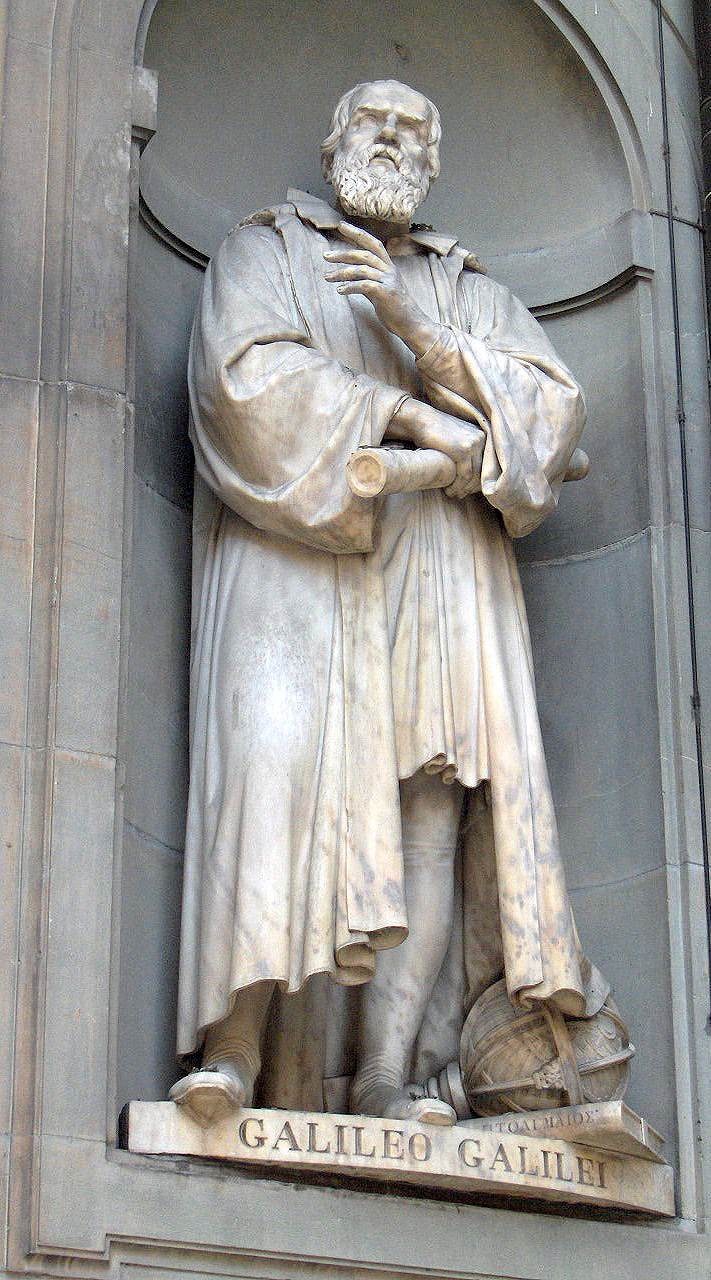
Statue de Galilée sur le piazzale des Offices de Florence

Dès que Galilée énonce (vers 1602, publiée dans Dialogue sur les deux grands systèmes du monde (1632)) sa loi de la chute des corps, plusieurs problèmes se posent :
La gravitation n'est pas uniforme : Galilée sait que la Terre est ronde et que la gravité attire vers le centre de la Terre.
Galilée n'a aucune conscience du fait que la Lune tombe sous l'effet de la même force. Il existe pour lui un monde sublunaire et un monde céleste : dans son dialogue sur les deux grands systèmes du monde, celui de Tycho Brahe et celui de Copernic, il a choisi Copernic et affirme que les cieux ne sont pas « fixes » et que les comètes traversent toutes les sphères des fixes. Il s'occupe essentiellement de la pesanteur terrestre.
Son premier problème est de comprendre pourquoi 1 kg de plomb tombe comme 2 kg de plomb (nonobstant la résistance de l'air, bien sûr). Son raisonnement est très subtil. Plutôt que de le reprendre, examinons un problème similaire avec la chute ralentie d'un pendule simple : le mouvement de deux pendules identiques, placés côte à côte est évidemment exactement le même (identité des causes : identité des effets). Lions, « par la pensée », les deux masses : rien n'est changé ; et pourtant c'est bien un pendule de 2 kg qui se balance maintenant. C'est un argument du même type qu'utilise Galilée : le mouvement d'un pendule ou de n'importe quelle chute ralentie sans frottement est indépendant de la masse ponctuelle qui glisse (en translation) le long de la courbe.
Il y a donc deux faits remarquables dans l'énoncé de Galilée :
- Le moins important auquel pourtant on attache le plus d'importance : la hauteur varie comme t², ou ce qu'a « vérifié » Galilée : la vitesse moyenne est la moitié de la vitesse finale (identique du point de vue mathématique cf. Chute libre, cinématique).
- Le plus important : l'indépendance de la vitesse de la chute par rapport à la masse, quels que soient les corps. Ce fait d'expérience est le principe de base de la relativité générale : le principe d'équivalence.

Il n'est pas si facile de le tester avec précision et depuis Galilée, les expériences n'ont jamais cessé, avec de plus en plus de raffinements (balance d'Eotvos…).

### Descartes

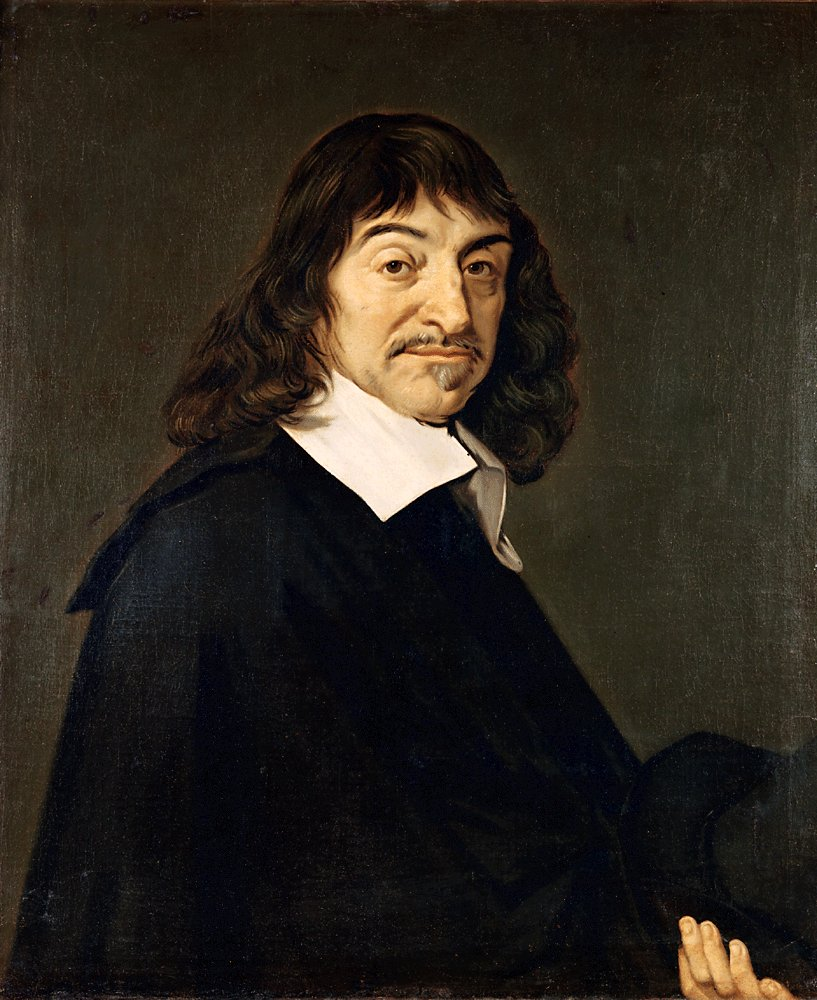
René Descartes

L'autre savant important au début de ce XVIIe siècle est René Descartes.
Il va tout à la fois obscurcir et éclairer le débat. Éclairer car, avec sa géométrie, il relègue définitivement le monde métaphysique. Son optique géométrique en est une excellente illustration.
Par contre, il trouve décevant le Discorso (1638) de Galilée, car Galilée ne cherche pas « les causes ». Il va énoncer sa théorie de la gravitation en termes de « tourbillons » et le XVIIe siècle n'aura de cesse de voir des tourbillons partout.
À la suite de ce travail, la notion d'action instantanée à distance est illégitime, et elle le restera pour longtemps.
La cause de la pesanteur est énoncée par Descartes, dans le chapitre XI du Traité du monde et de la lumière. Cette dernière n'est, pour lui, ni une qualité du corps, ni le résultat d'une quelconque attraction, mais l'effet du mouvement des parties de la matière du petit ciel environnant la terre: « Mais je désire maintenant que vous considériez quelle est la pesanteur de cette Terre, c'est-à-dire la force qui unit toutes ses parties et qui fait qu'elles tendent toutes vers son centre, chacune plus ou moins, selon qu'elles sont plus ou moins grosses et solides; laquelle n'est autre et ne consiste qu'en ce que les parties du petit Ciel qui l'environne, tournant beaucoup plus vite que les siennes autour de son centre, tendent aussi avec plus de force à s'en éloigner et par conséquent les y repoussent. » Le détail de l'explication reste délicat, mais cette interprétation permet d'éviter le recours aux qualités occultes. « L'attraction newtonienne sera bien évidemment comprise par les cartésiens comme un retour des qualités occultes. »

### De Galilée à Newton

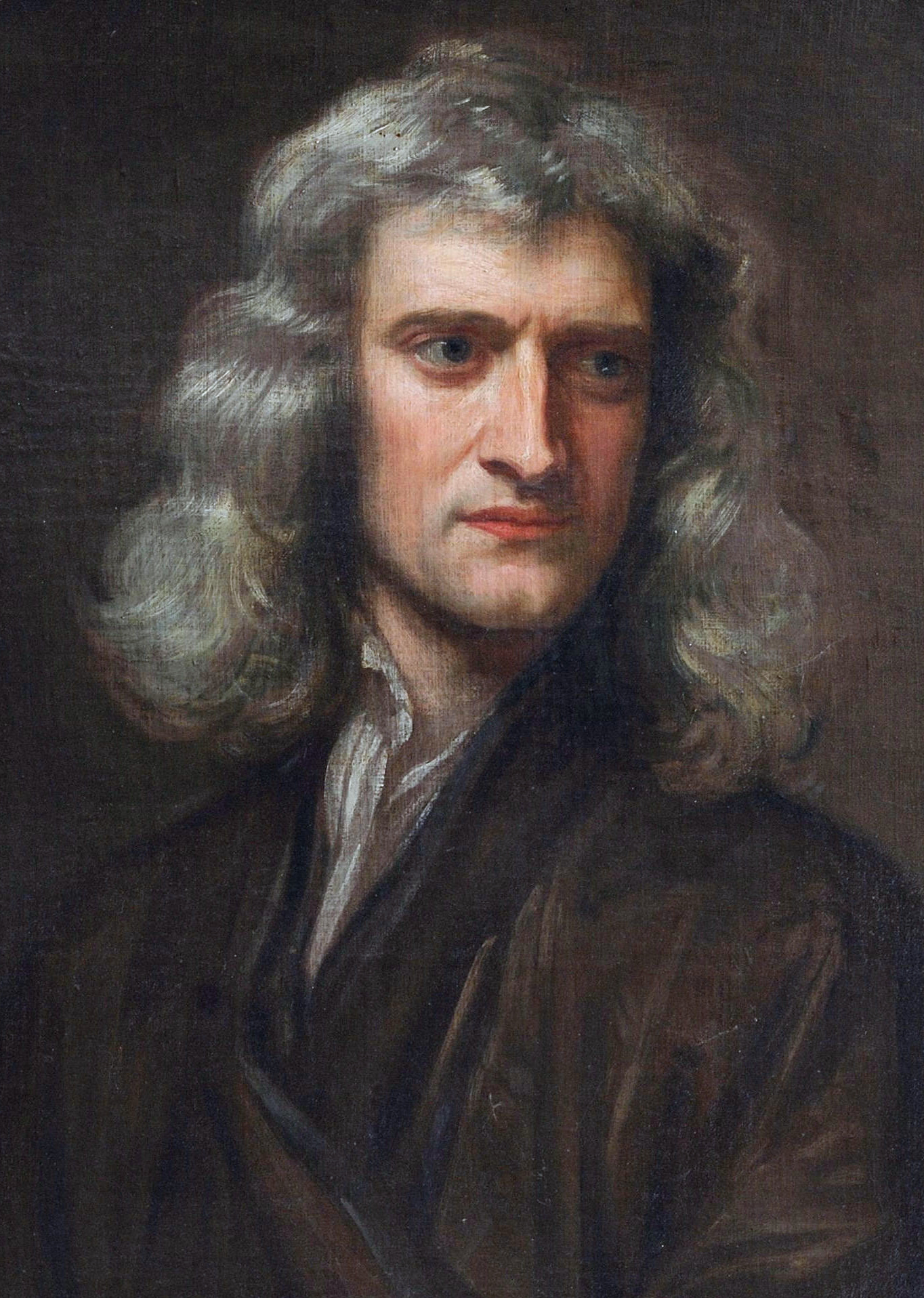
Isaac Newton

Avant Newton, il y a deux corpus différents : l'astronomie avec les lois de Kepler, et la chute libre sur Terre suivant la gravitation de Galilée.
Dès que la troisième loi paraît dans l'ouvrage Harmonices Mundi de Johannes Kepler publié en 1619, toute personne capable de faire un raisonnement par changement d'échelle peut avoir une idée de la force de gravitation. Mais ce genre de raisonnement existe peu encore. En fait il faut attendre la loi de Huygens sur la force centripète, le fameux {\displaystyle a=v^{2}/R=\omega ^{2}R}, pour avoir grâce à la loi de Kepler :{\displaystyle \omega ^{2}R^{3}=cste,a\sim 1/R^{2}}.
Newton déclare avoir fait ce raisonnement en 1665-1666 durant la peste de Londres. Et avoir eu l'intuition dite de la « pomme » : parabole pour exprimer qu'il eût l'idée de relier les lois de Kepler avec la loi de Galilée, astronomie et pesanteur. Cela aurait dû lui donner a(Lune)= g/(60)². Mais ce n'est pas ce qu'il trouva (essentiellement à cause des mauvaises données de l'époque). Il lui restait à montrer que l'attraction de la Terre se réduisait à celle d'un point matériel situé en son centre ; or, ce résultat il ne le possédera qu'en 1684-1685 (théorème dit de Newton-Gauss), soit 20 ans plus tard.
Pendant toute cette période de 70 ans, la mécanique n'a cessé de se développer. Koyré ne note pas moins d'une dizaine d'acteurs sur la seule chute libre et l'éventuelle déviation vers l'Est, un problème qu'avait sous-estimé Galilée, mais que Marin Mersenne voulait qu'on résolve.

### Newton et Hooke

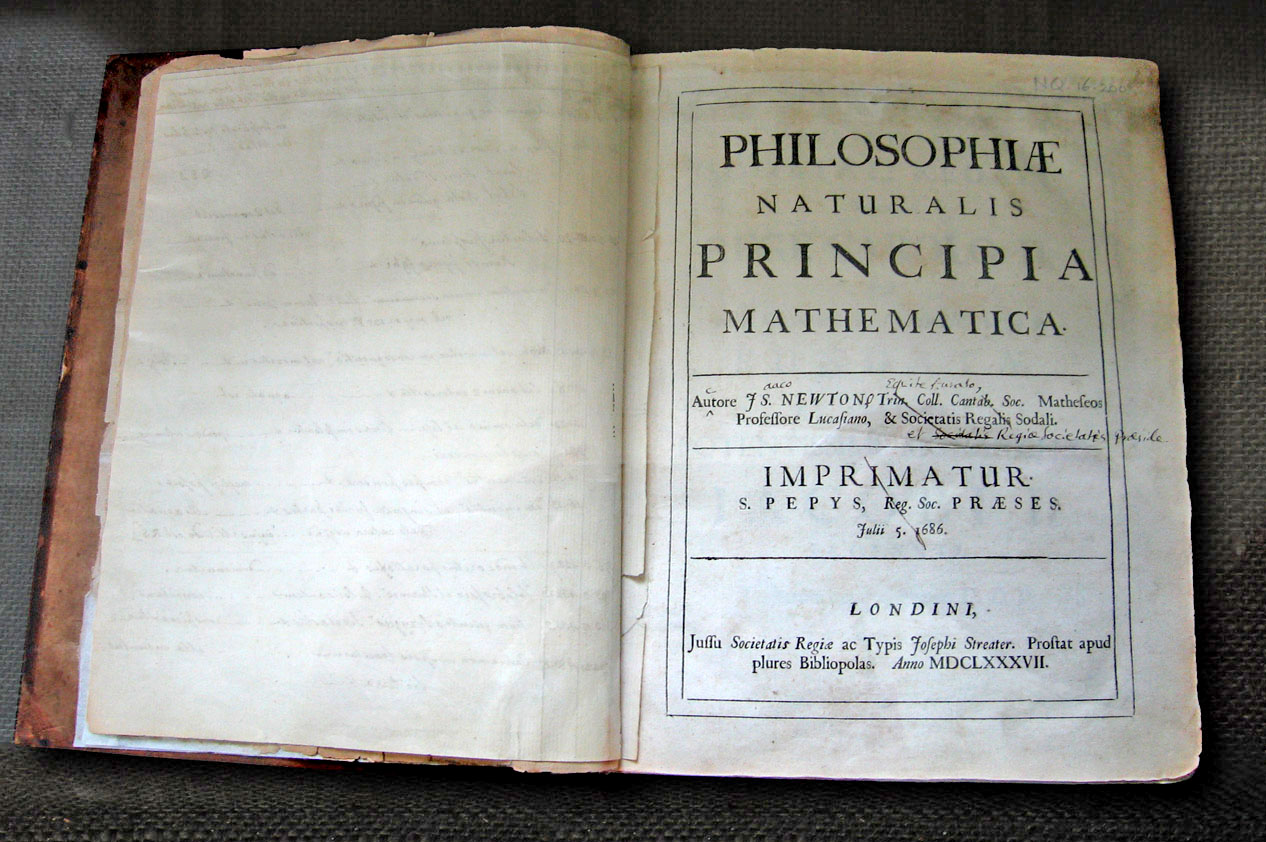
Philosophiae Naturalis Principia Mathematica publié en 1687 par Isaac Newton.

L'idée que l'accélération de la pesanteur décroisse avec l'altitude est dans l'air du temps dès 1660 (création de la Royal Society). Halley est allé à Sainte-Hélène ; Richer à Cayenne. Le secrétaire de la Royal Society, Robert Hooke, reçoit, via le président Oldenbourg, des dizaines de courriers. L'un d'eux concerne une communication de Christopher Wren sur le phénomène d'Horrock : les tables de la Lune ne sont plus exactes si l'on écrit que Terre et Lune tournent autour d'un point G qui lui-même tourne selon les lois de Kepler autour du Soleil. Hooke connaît bien la notion de centre de masse et une semaine après, publie un discours assez général d'où il ressort que la loi de la gravitation est universelle et serait en 1/r².
Mais Wren ne s'en laisse pas conter et demande une démonstration. Hooke est incapable de la fournir.
À quelques années de là, Hooke pose à Newton la question du mouvement de la Terre. Newton renvoie une lettre assez désabusée, où il explique la déviation vers l'Est, mais cette lettre contient une bavure. Hooke, ravi de cette aubaine, publie que Newton s'est trompé. Et c'est la fameuse lettre de réponse que Newton envoie (mouvement dans un champ central g(r) = g0, novembre 1679) qui déclenche la suite des évènements.
Halley veut savoir si Newton connaît la réponse à : les lois de Kepler impliquent-elles une force de gravitation en 1/r² ? Il la lui pose en juillet 1684. Newton répond évasivement par l'affirmative, mais c'est dans des vieux papiers. Décembre 1684, la réponse arrive : c'est le de Motu. mais Newton demande à Halley de le garder par devers lui, car comme dit Newton : « J'ai d'autres idées pour compléter ce que j'ai dit. Donnez-moi du temps. »
L'affaire est entendue. Hooke aura beau revendiquer la paternité de la découverte, il est clair pour tout le monde que seul Newton aurait pu écrire les Principia, en deux ans : ils seront publiés en 1687.
Une hypothèse époustouflante est que l'action à distance est instantanée. Newton lui-même se refuse à commenter ce fait : « Je ne feins pas d'hypothèses ; ce qui veut dire : je ne m'explique pas les causes de ce fait. Mais tout colle avec cette loi ! »
Les cartésiens en France sont secoués de cette découverte. Même Huygens se prononce contre dans un livre tragi-comique (1790). Le temps de réception des travaux de Newton en France et en Allemagne sera très long (presque 30 ans). Mais les cercles éclairés se rallient à Newton, peu à peu. Certes la loi laisse pantois.

## Des temps modernes à l'époque contemporaine

### Entre Newton et Einstein

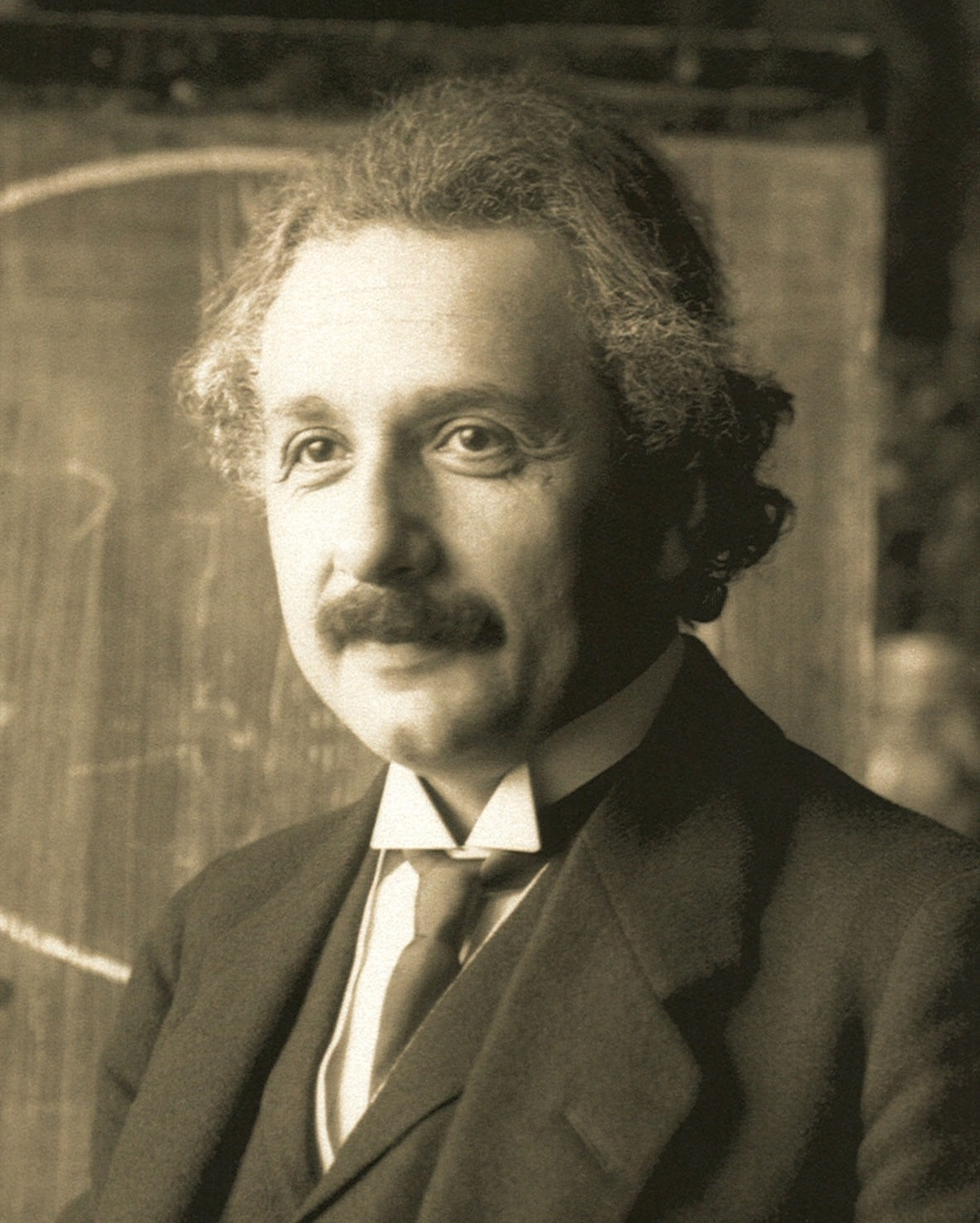
Albert Einstein, père de la relativité générale, actuelle théorie de la gravitation.

De 1687 à 1915, bien des tentatives seront faites pour corriger cette loi. En vain, ce ne furent que des réécritures.
Elle fut même utilisée comme modèle : la loi entre les charges électrostatiques (de Charles de Coulomb) sera copiée sur celle de Newton ; puis celle entre les masses magnétiques, mais ce dernier modèle fut invalidé par l'expérience.
Jusqu'au XXe siècle, la gravitation newtonienne avait l'incontournable qualité de fournir les résultats théoriques les plus conformes à l'expérience et à l'observation. Toutefois, elle fut jugée insatisfaisante sur plusieurs points par Newton lui-même : la force de gravitation agit à distance au travers du vide, et elle agit instantanément.
Dans une lettre de Newton à Richard Bentley en 1692 : « Que la gravité soit innée, inhérente et essentielle à la matière, en sorte qu'un corps puisse agir sur un autre à distance au travers du vide, sans médiation d'autre chose, par quoi et à travers quoi leur action et force puissent être communiquées de l'un à l'autre est pour moi une absurdité dont je crois qu'aucun homme, ayant la faculté de raisonner de façon compétente dans les matières philosophiques, puisse jamais se rendre coupable »
Cette critique fut négligée par certains ou contournée par d'autres en utilisant une sorte d'éther mécanique, milieu incolore, impalpable et impondérable, transmettant instantanément la force d'attraction : idée introduite par Newton lui-même dans le Scholium général du livre III des Principia. Mais cet éther est toujours restée une hypothèse passive, n'intervenant pas dans les calculs, ayant le statut d'hypothèse rassurante quant à la cohérence de cette théorie.
Sous l'impulsion de Michael Faraday est introduite la notion de champ qui permit de regarder le problème sous un autre angle, notamment en utilisant la notion de « flux coupé », et qui s'avéra indispensable dans les développements ultérieurs de la physique, notamment pour l'électromagnétisme, puis plus tard, pour la modélisation de la gravitation par Einstein.
Le champ ou champ de force de la gravitation est une propriété de l'espace due à la masse d'un corps. Une autre masse entrant un contact avec ce champ est soumis à une influence, une force, due au champ. Ainsi, l'influence gravitationnelle n'est pas, dans ce cadre, créée et transportée instantanément d'un corps à l'autre, mais est déjà présente dans tout l'espace sous la forme du champ et à son contact un corps voit sa dynamique modifiée.
La notion de champ électromagnétique se révéla particulièrement pertinente par la suite, d'autant plus que ce champ là transporte de l'énergie et de la quantité de mouvement issus du corps qui l'émet. Le champ gravitationnel n'apporta pas les mêmes satisfactions et avait hérité de la propriété d'être instantanément modifié par le corps qui le crée. De plus l'éther n'en resta pas moins le support hypothétique du champ. Nul doute que la notion de champ ait influencé Einstein dès 1905.

### Einstein et après

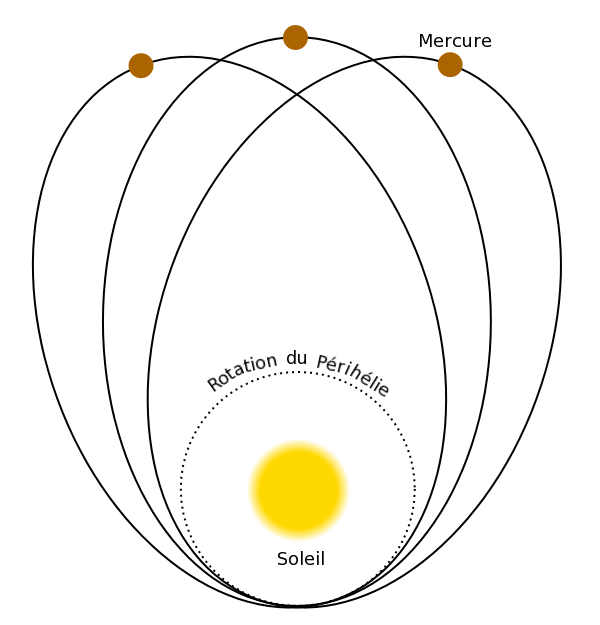
L'orbite de Mercure tourne très lentement autour du Soleil